# Milicja (Ukraina)
Milicja (ukr. Міліція) – zbiorcza nazwa wszystkich formacji policyjnych w Ukraińskiej Socjalistycznej Republice Radzieckiej i na Ukrainie działających w latach 1917–2015. Podlegały do 1991 roku pod Ministerstwo Spraw Wewnętrznych Ukraińskiej SRR, a po 1991 pod Ministerstwo Spraw Wewnętrznych Ukrainy. W 2015 roku ukraińska milicja została przekształcona w Narodową Policję Ukrainy.

## Historia

### Od wojny domowej do rozpadu ZSRR

#### Ochotnicze formacje milicyjno-wojskowe
Po rewolucji lutowej zaczęły oddolnie powstawać ukraińskie ochotnicze formacje milicyjno-wojskowe, znane jako Wolne Kozactwo. Pojawili się oni spontanicznie w latach 1917–1918, aby „bronić wolności narodu ukraińskiego” i chronić porządek publiczny przed „bandami zbolszewizowanych dezerterów”.
Należy zaznaczyć, że jednostki Wolnych Kozaków, Korpusu Żandarmerii Państwowej, Gwardii Ludowej i Straży Państwowej, które pełniły głównie funkcje policyjne, charakteryzowały się słabą dyscypliną, dużą rotacją kadr, niskim profesjonalizmem, brakiem odpowiedniego zarządzania i niedostateczną logistyką. Na ich działalność wpłynęły warunki wojny domowej, przez co nie mogli oni w pełni wykonywać swoich zadań.
Jednako żołnierze tych formacji przyczynili się do walki o odrodzenie ukraińskiej państwowości, która rozpoczęła się po rewolucji lutowej 1917 roku. Ważną rolę w kształtowaniu się Ukraińskiej Republiki Ludowej, proklamowanej w listopadzie 1917 roku, przypisano porządkowi publicznemu, lecz jej organy ścigania zostały rozwiązane przez reżim bolszewicki, który rywalizował o władzę na Ukrainie i stworzył własną, radziecką milicję.

#### Milicja robotniczo-chłopska
12 grudnia 1917 roku I Ogólnoukraiński Zjad Rad proklamował władzę radziecką w Charkowie i utworzył Ukraińską Republikę Radziecką. Bolszewicy stanęli przed zadaniem utworzenia własnych organów ścigania. W tym celu radziecki rząd Ukrainy – Sekretariat Ludowy – włączył Sekretariat Spraw Sądowych, który był odpowiedzialny za organizację i zarządzanie milicją, w system ochrony bezpieczeństwa publicznego.
Na radzieckiej Ukrainie milicja robotnicza i chłopska została utworzona dekretem Rady Komisarzy Ludowych USRR z 9 lutego 1919 roku. Dekret precyzował, że jej głównym zadaniem jest „ochrona porządku rewolucyjnego i bezpieczeństwa osobistego obywateli”, a także zwalczanie elementów przestępczych”. Zasady organizacji i działania ukraińskiej milicji zostały rozwinięte w Regulaminie milicji robotniczo-chłopskiej, który został zatwierdzony przez Radę Komisarzy Ludowych USRR 14 września 1920 roku.
Służba w milicji była dobrowolna, ale wszyscy, którzy do niej przystąpili, musieli służyć w jej szeregach co najmniej rok. Mogły ją podjąć tylko osoby, które ukończyły 21 rok życia, były piśmienne, korzystały z prawa wyborczego do rad ludowych, były lojalne wobec władzy radzieckiej oraz interesów klasy robotniczo-chłopskiej, niekarane i nieobjęte dochodzeniem pod zarzutem popełnienia przestępstw, a także całkowicie zdrowe i zdolne do służby wojskowej. Jako uzbrojony organ wykonawczy, milicja robotniczo-chłopska otrzymała status jednostek zbrojnych specjalnego przeznaczenia ze wszystkimi ich prawami i obowiązkami.
Formowanie ukraińskiej milicji odbywało się w trudnych warunkach: brakowało kadr, słabe było zaplecze materialne i techniczne. Należy zauważyć, że milicja była często wykorzystywana przez władze radzieckie jako narzędzie do karania ludności, która sprzeciwiała się rządom bolszewickim. Jednak formalnie nadal jej głównym zadaniem było zapewnianie porządku publicznego i ochrona obywateli przed przestępczością pospolitą.

#### Lata II wojny światowej
Dekret Prezydium Rady Najwyższej ZSRR z 22 czerwca 1941 roku O stanie wojennym stwierdzał, że wszystkie funkcje władz lokalnych w zakresie obrony państwa, utrzymania bezpieczeństwa i porządku publicznego spadają na miejscowe władze wojskowe. Oznaczało to znaczącą zmianę w codziennym funkcjonowaniu ukraińskiej milicji, któremu nadano bardziej wojskowy ład. W okresie wojny niemiecko-radzieckiej milicja na Ukrainie stanęła przed zupełnie nowymi rodzajami zadań, takimi jak zabezpieczanie tyłów obszaru frontowego, ochrona szlaków zaopatrzeniowych Armii Czerwonej, czy walka ze szpiegami i dywersantami. Wiele jednostek milicji było kierowanych bezpośrednio do walk na froncie, co spowodowało masowy nabór do milicji młodych i prawie nieprzeszkolonych rekrutów, zwłaszcza po 1944 roku, a to przyczyniło się z kolei do spadku profesjonalności i skuteczności tej formacji. Ponadto poziom przestępczości pospolitej w czasie wojny i w pierwszych latach powojennych zwiększył się kilkunastokrotnie w porównaniu z okresem przedwojennym. Gdy na przełomie roku 1942 i 1943 cała Ukraina znalazła się pod okupacją niemiecką, wielu byłych milicjantów przeszło do radzieckiej partyzantki, inni podjęli służbę w kolaboracyjnych formacjach niemieckich.

#### Po II wojnie światowej
Okres powojenny (1946–1954) stał się ważnym etapem w tworzeniu i rozwoju organów ścigania na Ukrainie, zwłaszcza milicji. Względy polityczne i trudne warunki społeczne w okresie powojennym zmusiły rząd do kolejnej reorganizacji milicji. 18 marca 1946 roku decyzją Rady Najwyższej ZSRR Ludowy Komisariat Spraw Wewnętrznych został przekształcony w Ministerstwo Spraw Wewnętrznych ZSRR. Podobne zmiany nastąpiły w poszczególnych republikach związkowych ZSRR.
Funkcjonalne obowiązki i uprawnienia milicjanta zostały zapisane w Statucie Dyscyplinarnym, który wszedł w życie 7 lipca 1948 roku i uchylił Statut Dyscyplinarny z 22 lipca 1931 roku. Dla prowadzenia działalności „polityczno-wychowawczej” (propagandowej) w milicji decyzją z kwietnia 1949 roku Komitet Centralny WKP(b) wprowadził stanowisko zastępcy naczelnika jednostki do spraw politycznych (odpowiednik politruka w Armii Radzieckiej). W latach 70. dużo uwagi poświęcono szkoleniu personelu milicji. Na Ukrainie w tym czasie powstał szereg policyjnych szkół średnich (Dniepropietrowsk, Lwów, Iwano-Frankiwsk, Odessa), a także rozwinęła się założona już w 1921 roku Kijowska Wyższa Szkoła Ministerstwa Spraw Wewnętrznych ZSRR.
W latach 1985–1990, podobnie jak w latach poprzednich, organy spraw wewnętrznych ZSRR działały pod zwierzchnictwem Ministerstwa Spraw Wewnętrznych ZSRR. I choć uprawnienia Ministerstwa Spraw Wewnętrznych Ukraińskiej SRR i Departamentu Spraw Wewnętrznych obwodów zostały nieco rozszerzone w okresie pieriestrojki, były one jednak częścią systemu ogólnozwiązkowego, a w sprawach bieżącego zarządzania, obsady kadrowej, logistyki i w innych sferach działania organów spraw wewnętrznych ZSRR decydowały centralne władze związkowe.

### Niepodległa Ukraina

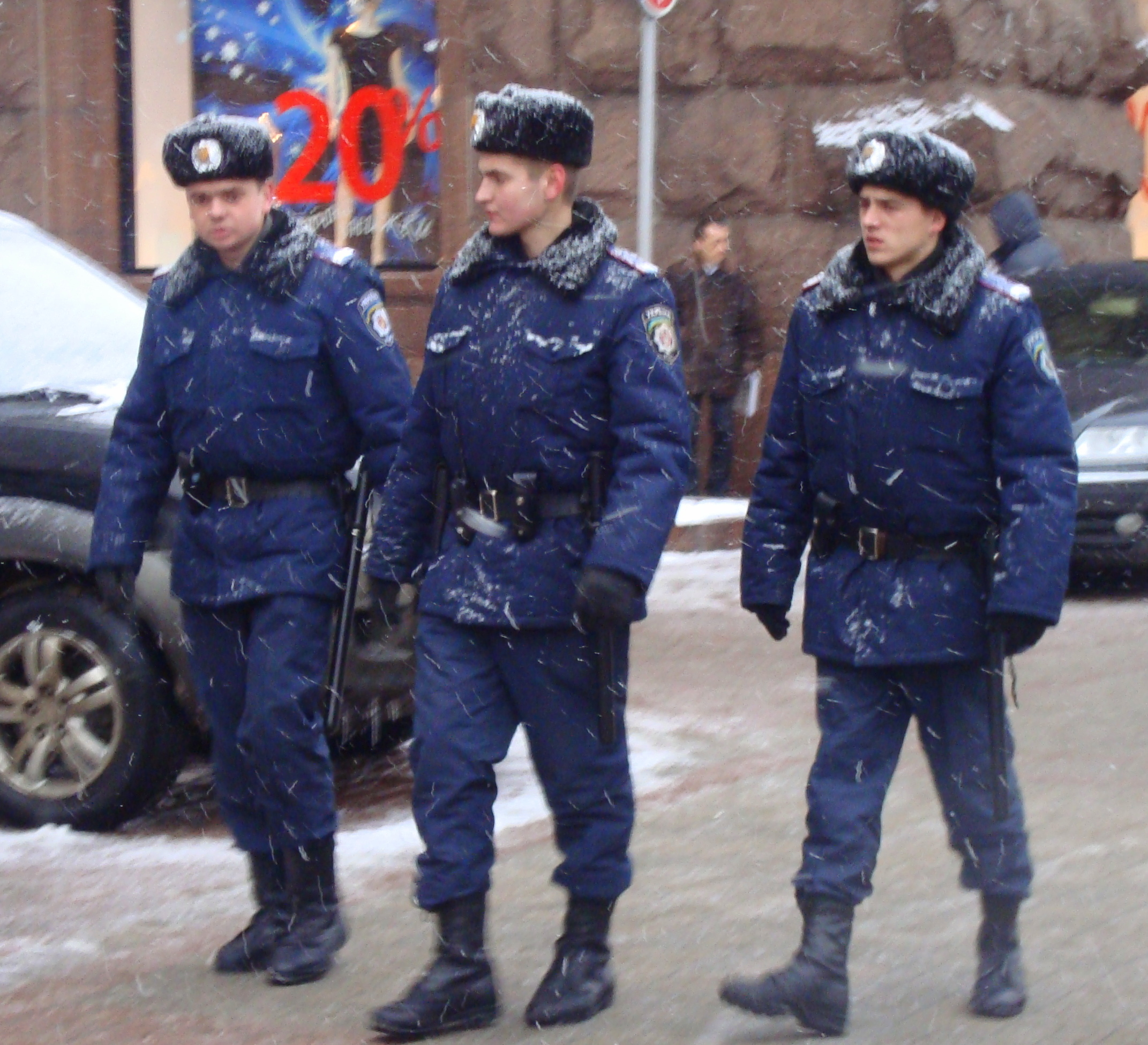
Milicjanci w zimowych mundurach na patrolu w Kijowie, 2010 rok

20 grudnia 1990 roku Rada Najwyższa Ukraińskiej SRR przyjęta ustawę O milicji. Artykuł 1. ustawy stanowił, że „milicja w Ukraińskiej SRR jest państwowym organem wykonawczym, który chroni życie, zdrowie, prawa i wolności obywateli, własność, środowisko naturalne, interesy społeczeństwa i państwa przed bezprawnymi ingerencjami”. 14 grudnia 1992 roku prezydent niepodległej już Ukrainy, Łeonid Krawczuk, wydał dekret uznający 20 grudnia świętem państwowym – Dniem Milicji.

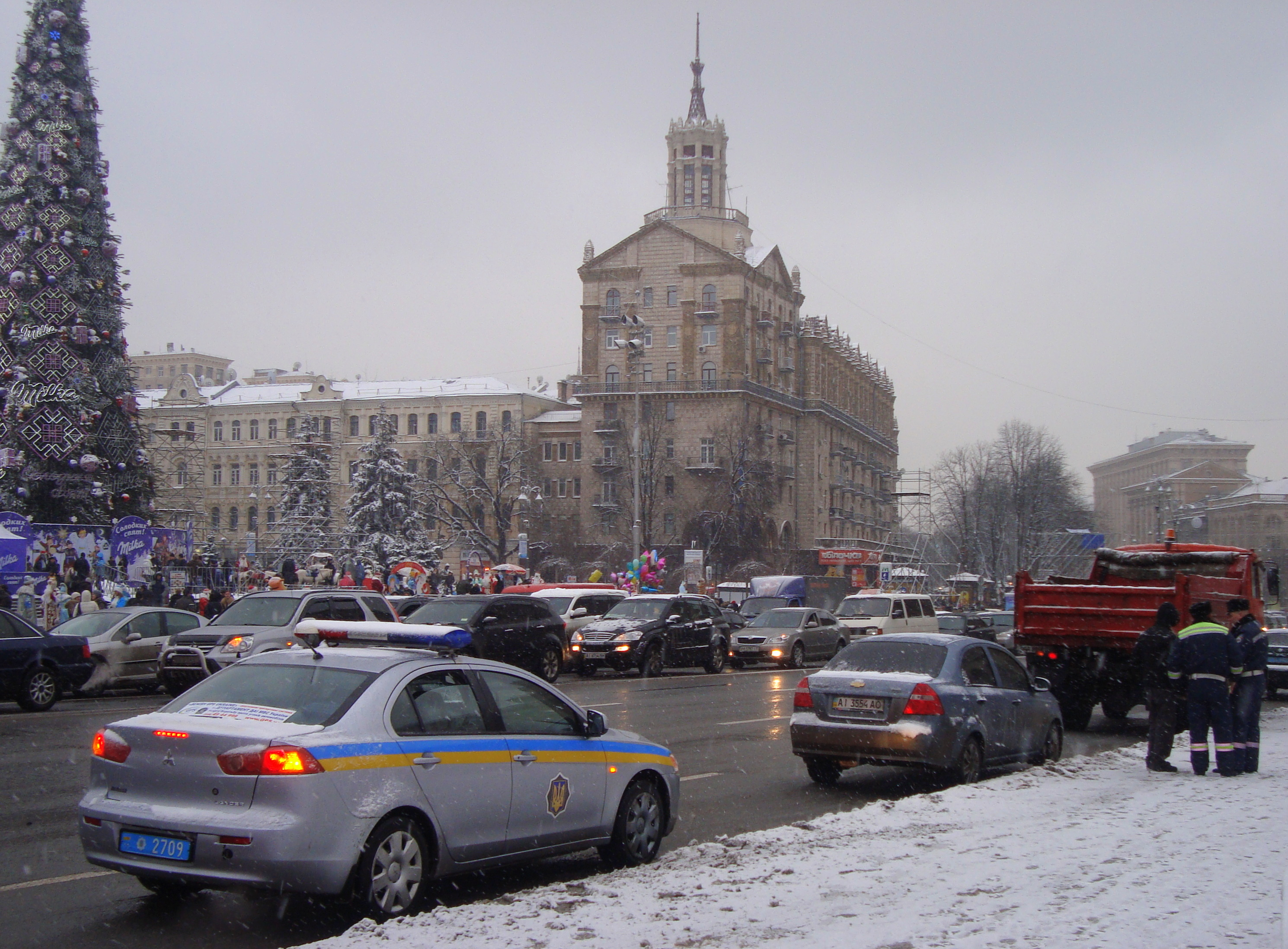
Ukraińska milicja drogowa na Chreszczatyku w Kijowie, 2010 rok

Wraz z ogłoszeniem niepodległości Ukraina wzięła pod swoją jurysdykcję wszystkie jednostki milicyjne znajdujące się na terytorium Ukraińskiej SRR. Weszły w życie ustawy O zmianach i uzupełnieniach do ustawy Ukraińskiej SRR «O milicji» z 19 czerwca 1992 roku, O działalności operacyjno-śledczej z 18 lutego 1992 roku oraz O zabezpieczeniach emerytalnych dla personelu wojskowego i oficerów organy spraw wewnętrznych z 9 kwietnia 1992 roku. 7 października 1992 roku dekretem Prezydenta Ukrainy zatwierdzono Statut Ministerstwa Spraw Wewnętrznych Ukrainy. W tym samym roku powstał związek zawodowy certyfikowanych pracowników Dyrekcji Spraw Wewnętrznych Ukrainy. Od 17 stycznia 1992 roku ukraińscy milicjanci zaczęli składać nowe przysięgi. Proces ten trwał do końca miesiąca. Większość milicjantów składała przysięgę po ukraińsku, ale kto chciał, mógł to zrobić po rosyjsku. Nie było jasno określonego protokołu ceremonii, więc wszędzie odbywały się one inaczej.
Liczba zarejestrowanych przestępstw w 1992 roku wyniosła 431,5 tys., czyli o 18,7% więcej niż w latach ubiegłych. Ponad 367 tys. z nich to przestępstwa o charakterze kryminalnym, o 25,7% więcej niż w 1991 roku. Liczba spraw karnych w postępowaniach śledczych Departamentu Spraw Wewnętrznych za pierwsze 10 miesięcy 1992 roku przekroczyła statystyki z ubiegłego roku o 88 tys., a w porównaniu z 1987 roku wzrosła dwuipółkrotnie. Znaczny wzrost obciążenia pracą śledczych doprowadził do utraty jakości personelu. I tak w latach 1988-1992 z wydziałów śledczych odeszło 2714 pracowników, z których 1976 przeszło do innych wydziałów, a tylko 8,7% przeszło na emeryturę. W efekcie wydziały śledcze straciły około dwóch trzecich personelu stanowiącego jego najlepiej wykształcony trzon zawodowy, a niedobór personelu przekroczył 550 osób. Odsetek śledczych z wyższym wykształceniem prawniczym zmniejszył się do 63,8%, a co siódmy (13,7%) śledczy nie był z zawodu prawnikiem. Natomiast w obwodach: winnickim, odeskim, chersońskim, ługańskim i kirowohradzkim odsetek śledczych z wyższym wykształceniem prawniczym sięgał zaledwie 40–50%.

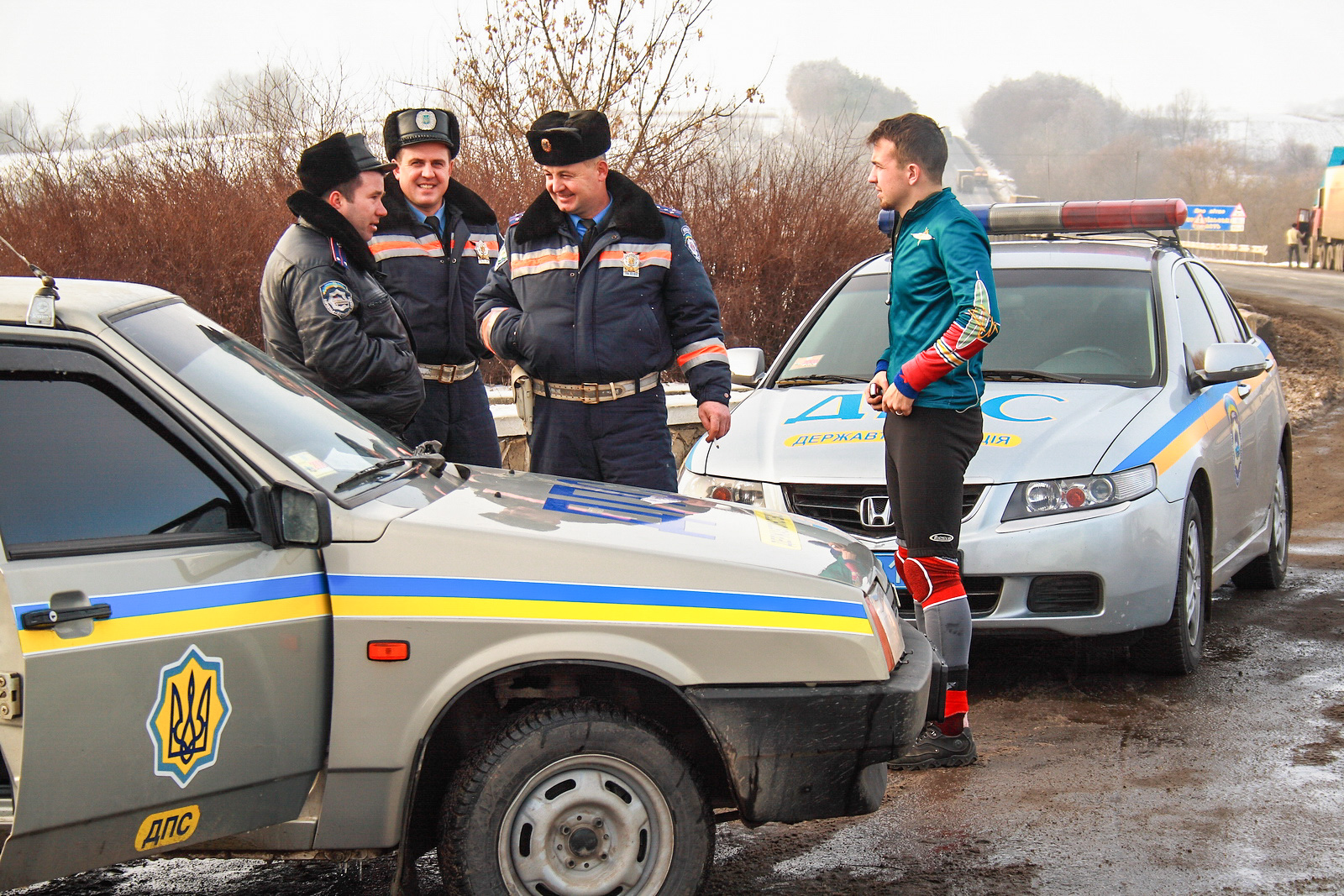
Funkcjonariusze ukraińskiej milicji drogowej w czasie ochraniania maratonu, 2007 rok

W latach 90. zaczęły powstawać pierwsze jednostki specjalne milicji: Berkut, oddział szybkiego reagowania Sokół, batalion strzelców górskich Kobra, Wojska Wewnętrzne, jednostka antyterrorystyczna Skorpion itp. Umożliwiło to szybszą reakcję na zjawiska przestępczości zorganizowanej, które szalały w latach 90. i pomogło zapobiegać wielu aktom przestępczości. Przykładowo: Berkut zapobiegł ok. 30 ciężkim przestępstwom tylko w pierwszych 15 latach działalności, zaś funkcjonariusze jednostki Sokół przeprowadzili 6,5 tys. akcji, brali udział w zatrzymaniu 9 tys. przestępców i 250 przywódców zorganizowanych grup przestępczych.

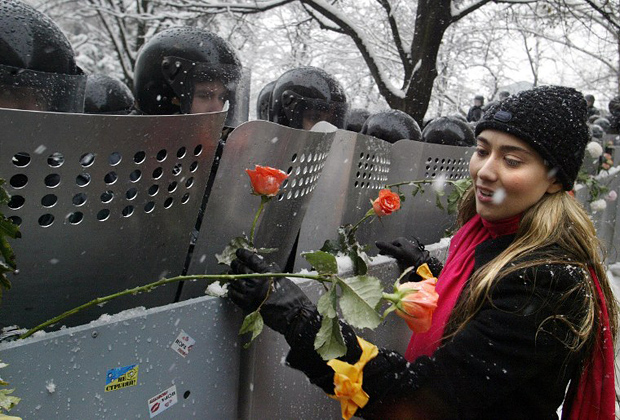
Ukraińska dziewczyna zatyka kwiaty w tarcze ukraińskich milicjantów podczas pomarańczowej rewolucji w Kijowie, początek 2005 roku

W latach 2000–2001 milicja chroniła porządek publiczny podczas protestów „Ukraina bez Kuczmy”. 9 marca 2001 roku demonstranci starli się z funkcjonariuszami organów ścigania w Parku Szewczenki podczas tradycyjnego składania kwiatów przez prezydenta Łeonida Kuczmę pod pomnikiem Tarasa Szewczenki. Milicjanci rzucali w tłum granaty dymne i kamienie; użyli pałek i gazu łzawiącego. Starcia pod Administracją Prezydenta trwały od około trzydziestu do czterdziestu minut i zakończyły się wycofaniem protestujących.

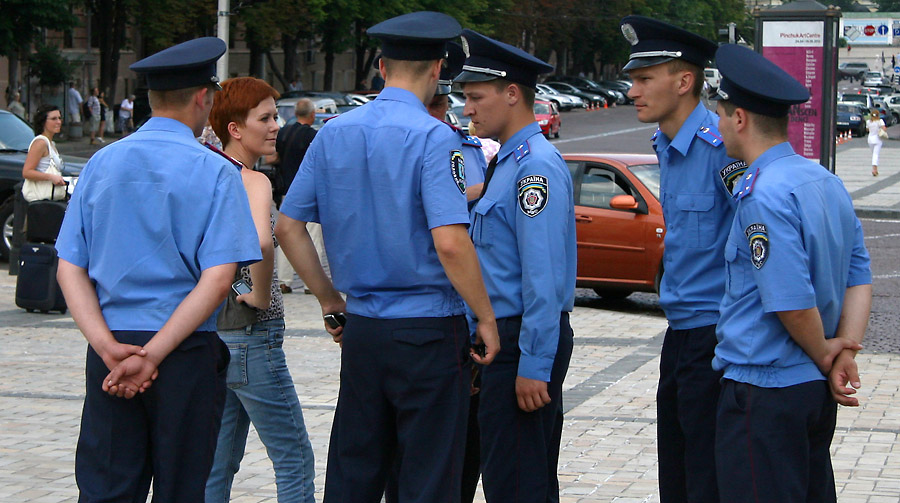
Milicjanci w czasie wizyty Hillary Clinton na Ukrainie, 2 lipca 2010 roku

W latach 2002–2003 milicja pilnowała też porządku w Kijowie podczas akcji protestacyjnych „Powstań, Ukraino!” w Kijowie i innych miastach. W czasie pomarańczowej rewolucji z lat 2004–2005 ukraińska milicja zachowała neutralność, dzięki czemu nie doszło do rozlewu krwi, a demokratyczne wybory zostały powtórzone. Podczas wystąpień w Kijowie i wielu innych miastach Ukrainy w latach 2013–2014 zwanych Euromajdanem wielokrotnie dochodziło do starć protestujących z milicją, w których rannych zostało w sumie ponad 3000 osób. Jednostka specjalna Berkut stanęła w obronie prezydenta Wiktora Janukowycza, strzelając do protestujących z broni palnej, w tym snajperskiej. W sumie w czasie Euromajdanu zginęło 99 ludzi. W czasie kryzysu krymskiego wiosną 2014 roku większość funkcjonariuszy Berkutu przeniosła się na anektowany Krym, gdzie rozpoczęła służbę w formacjach rosyjskich.
2 lipca 2015 roku prezydent Petro Poroszenko rozpoczął proces przekształcania ukraińskiej milicji w Narodową Policję Ukrainy. Tak dobiegła końca licząca 97 lat historia milicji na Ukrainie.

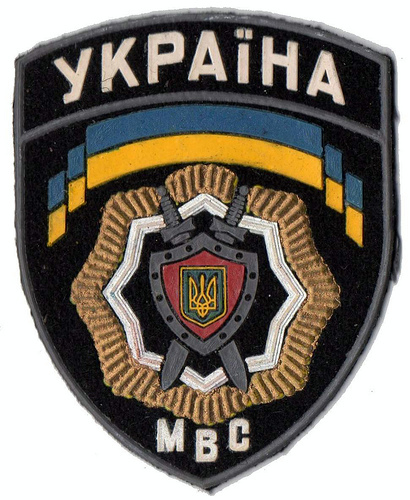
Naszywka mundurowa ukraińskiej milicji patrolowej
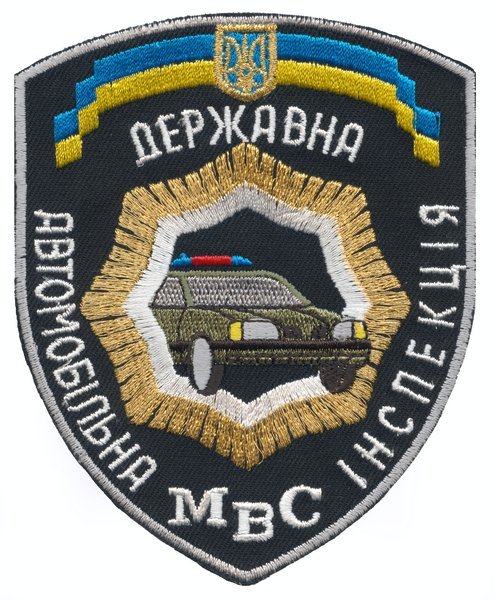
Naszywka mundurowa ukraińskiej milicji drogowej
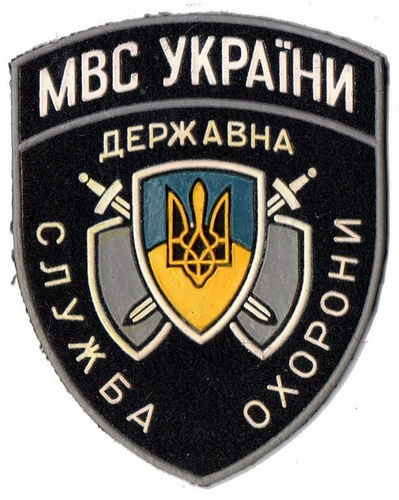
Naszywka mundurowa ukraińskiej państwowej służby ochrony

## Stopnie

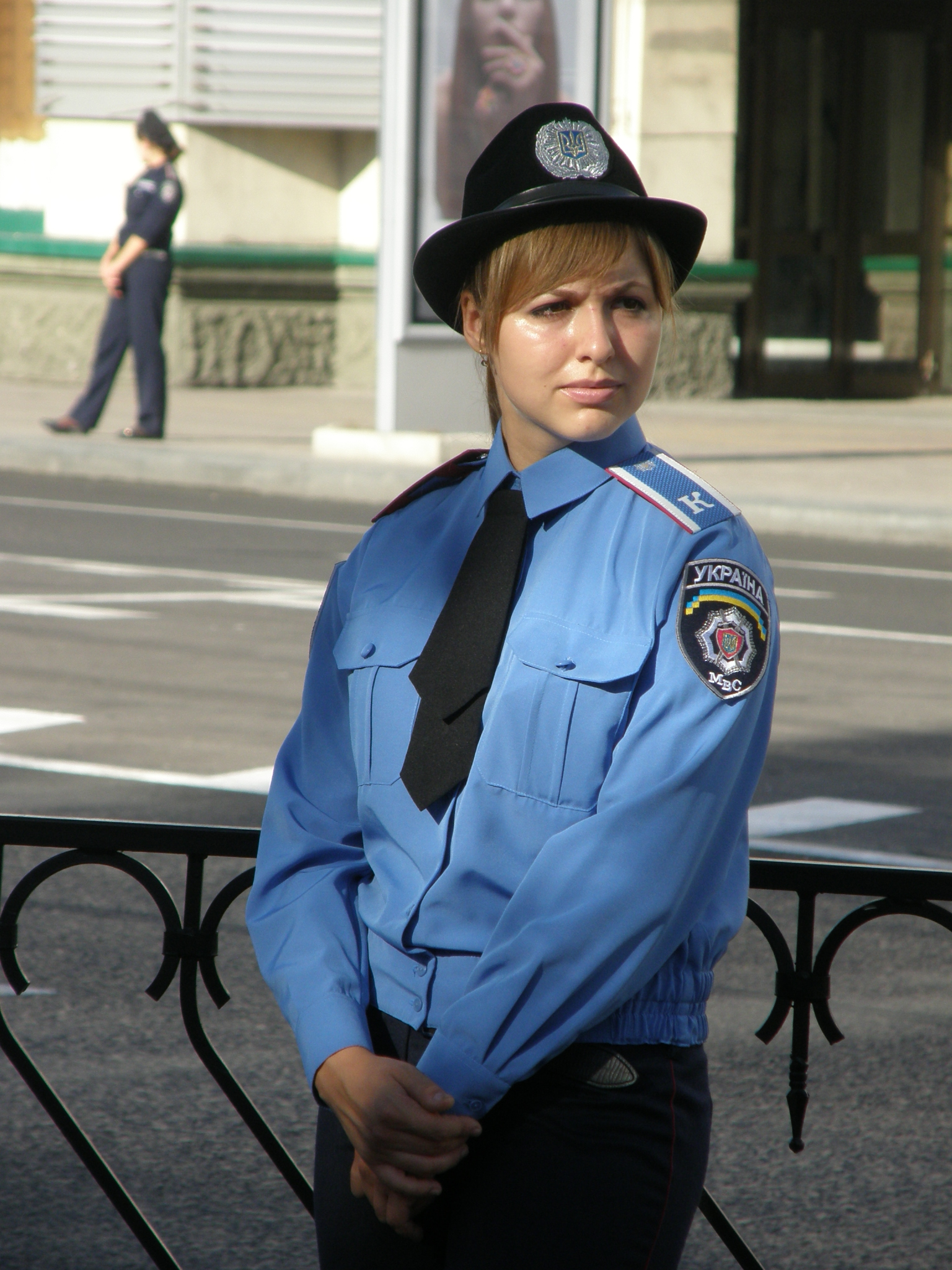
Ukraińska milicjantka w mundurze codziennym z kurtką olimpijką i kapeluszem, w stopniu kursanta, Donieck, 2010 rok

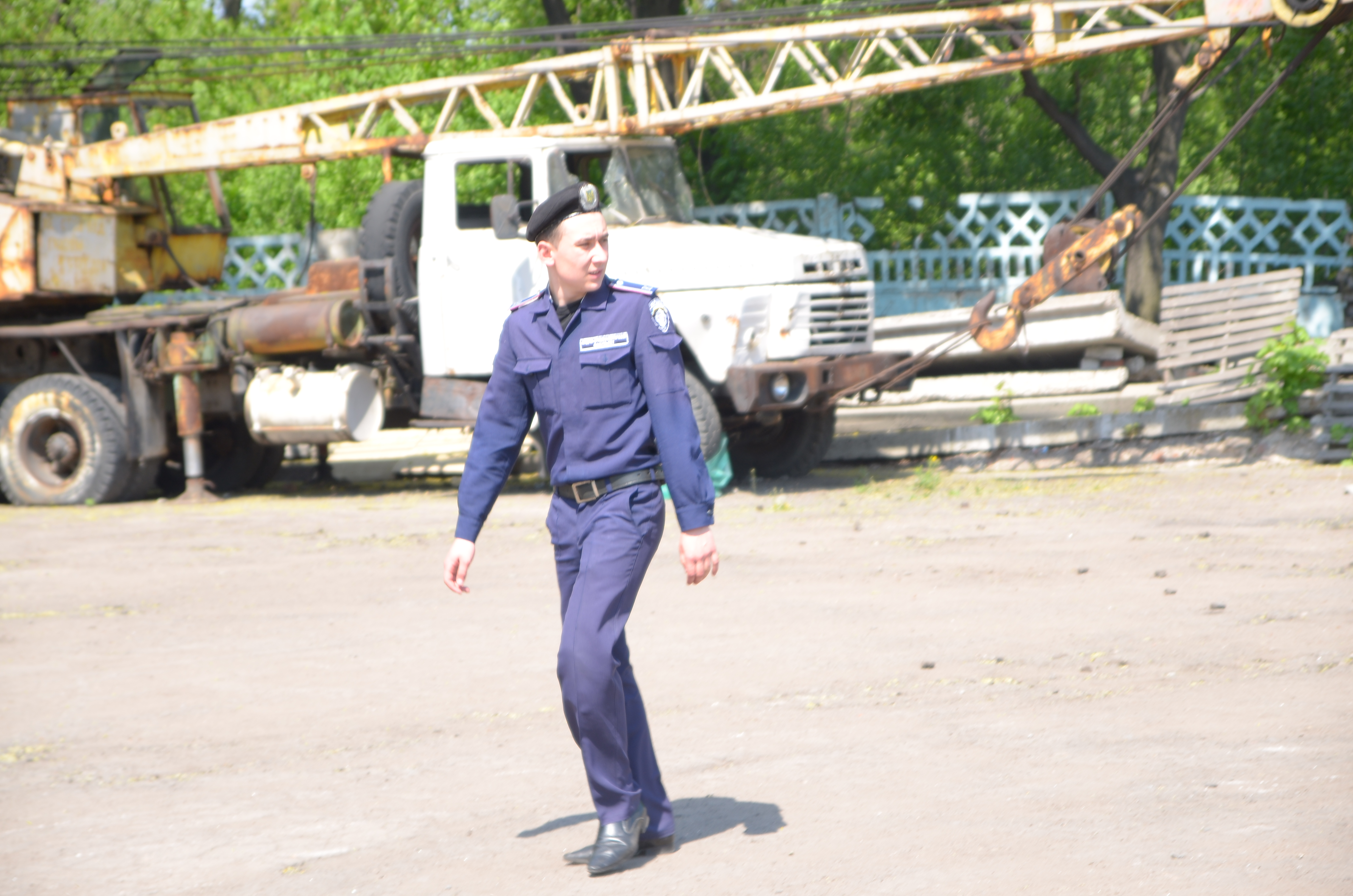
Milicjant z obwodu donieckiego, maj 2013 roku

Uchwała Rady Najwyższej Ukrainy z dnia 22 kwietnia 1993 roku nr 3135-XII O stopniach, mundurach i insygniach w organach spraw wewnętrznych Ukrainy ustanowiła nazwy stopni oraz wzory pagonów dla oficerów, podoficerów i szeregowych organów spraw wewnętrznych, w tym milicji:
|                                                      |                                                     |                                              |                                                  |                                           |                                           |                                   |                                                    |                                    |                                                     |
| Generał pułkownik milicji Генерал- полковник міліції | Generał lejtnant milicji Генерал- лейтенант міліції | Generał major milicji Генерал- майор міліції | Pułkownik milicji Полковник міліції              | Podpułkownik milicji Підполковник міліції | Major milicji Майор міліції               | Kapitan milicji Капітан міліції   | Starszy lejtnant milicji Старший лейтенант міліції | Lejtnant milicji Лейтенант міліції | Młodszy lejtnant milicji Молодший лейтенант міліції |
|                                                      |                                                     |                                              |                                                  |                                           |                                           |                                   |                                                    |                                    |                                                     |
| Starszy chorąży milicji Старший прапорщик міліції    | Chorąży milicji Прапорщик міліції                   | Starszyna milicji Старшина міліції           | Starszy sierżant milicji Старший сержант міліції | Sierżant milicji Сержант міліції          | Młodszy sierżant milicji Молодший сержант | Szeregowy milicji Рядовий міліції | Kursant milicji Курсант міліції                    |                                    |                                                     |

## Odznaczenia

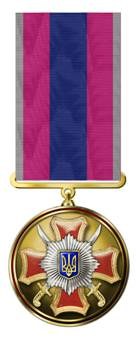
Medal za 25 lat służby w ukraińskiej milicji
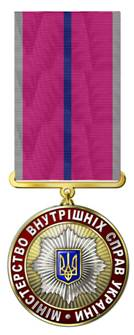
Medal za 20 lat służby w ukraińskiej milicji
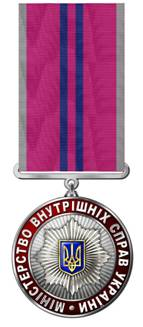
Medal za 15 lat służby w ukraińskiej milicji
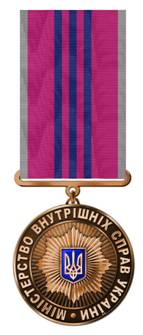
Medal za 10 lat służby w ukraińskiej milicji

## Pojazdy

### Czasy radzieckie

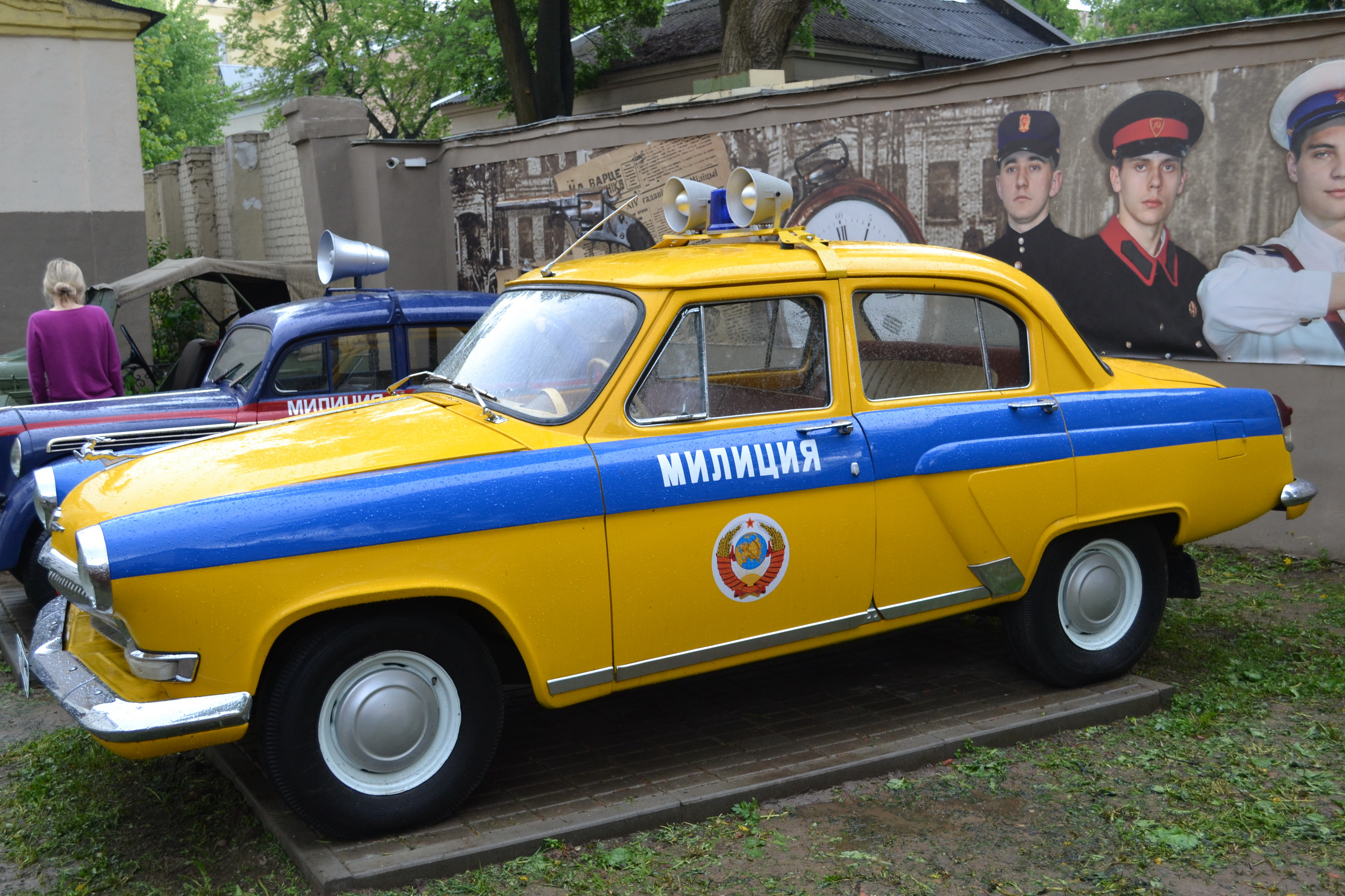
GАZ 21
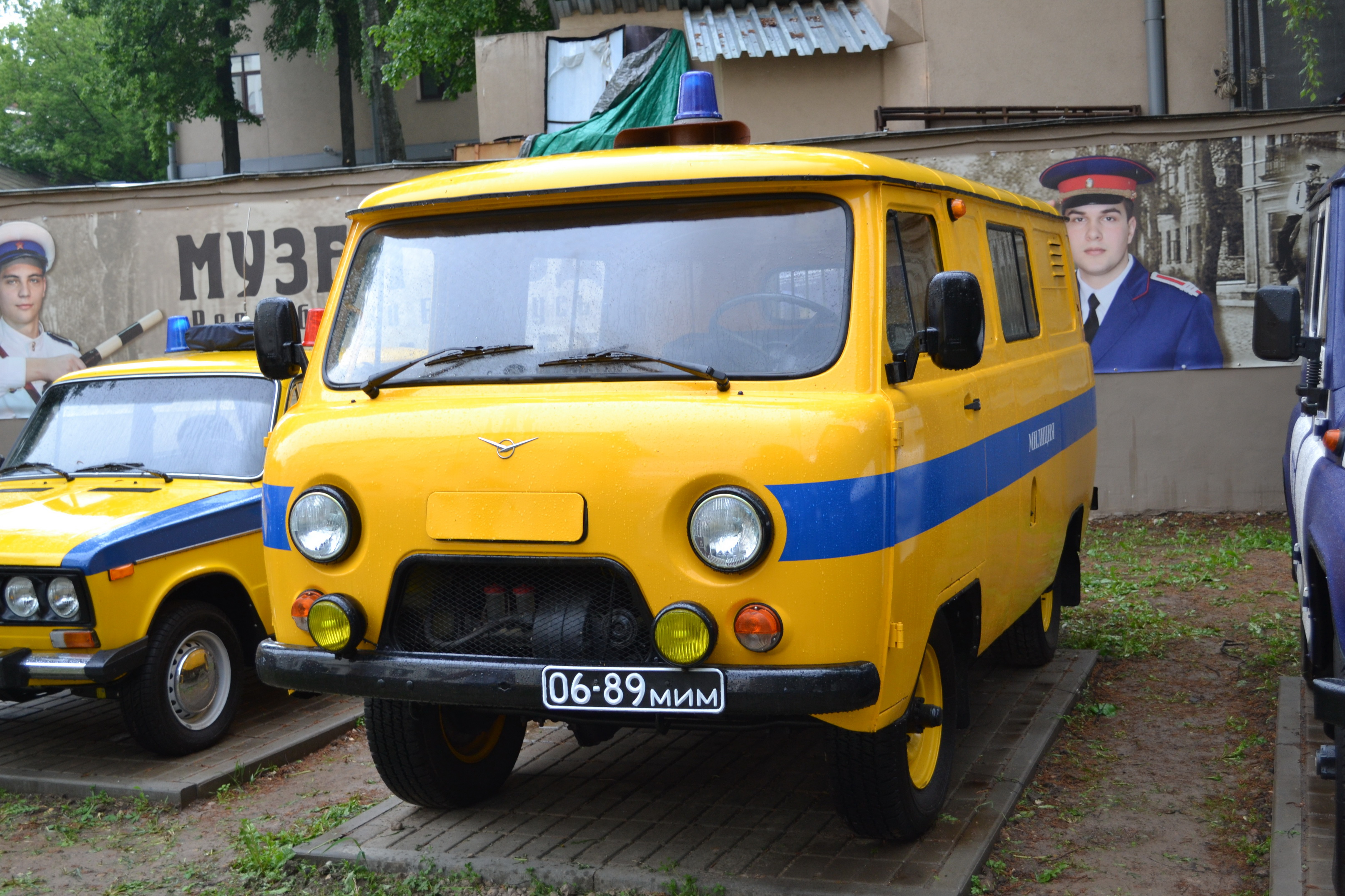
UAZ 452
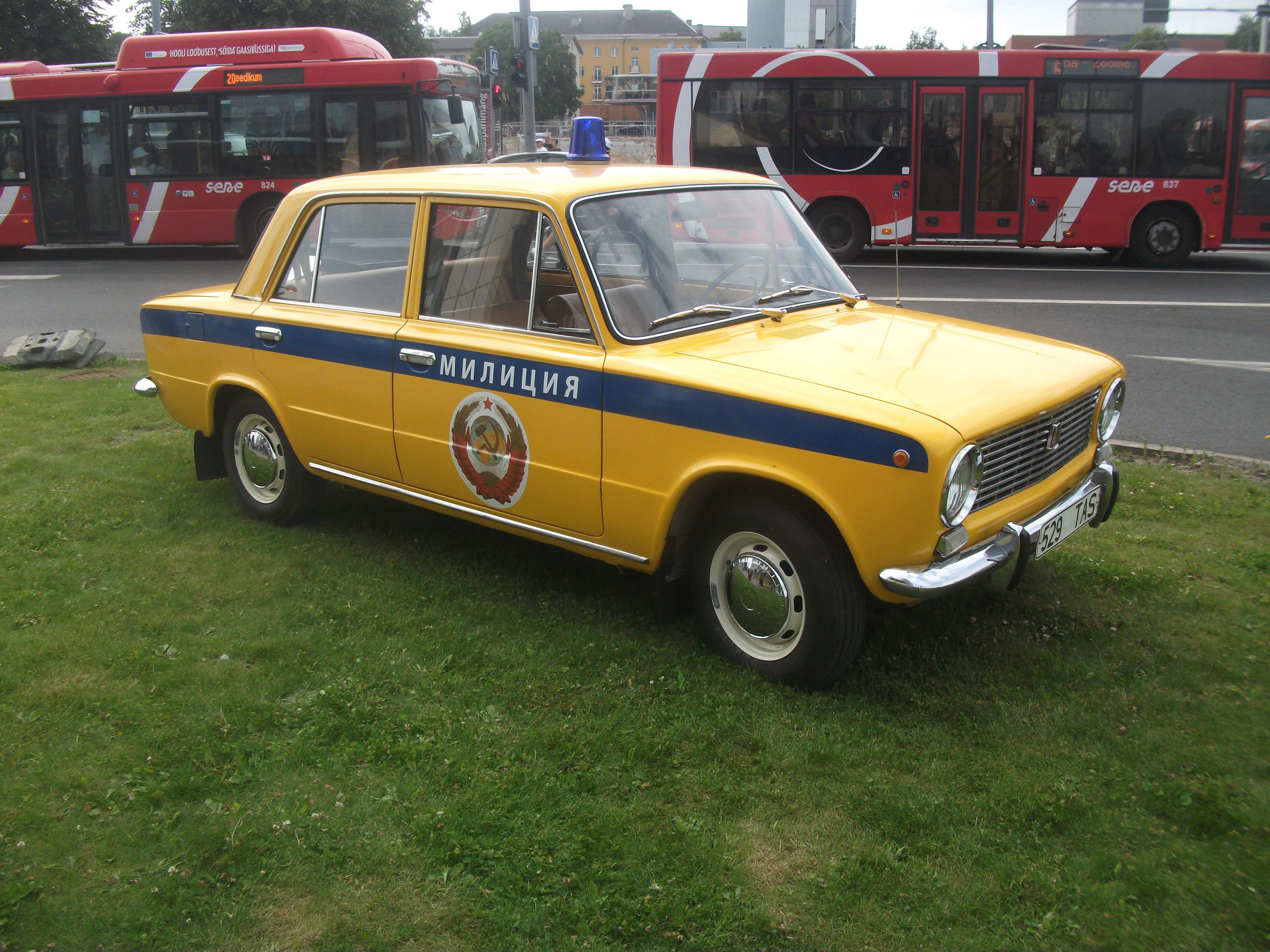
Łada 2101
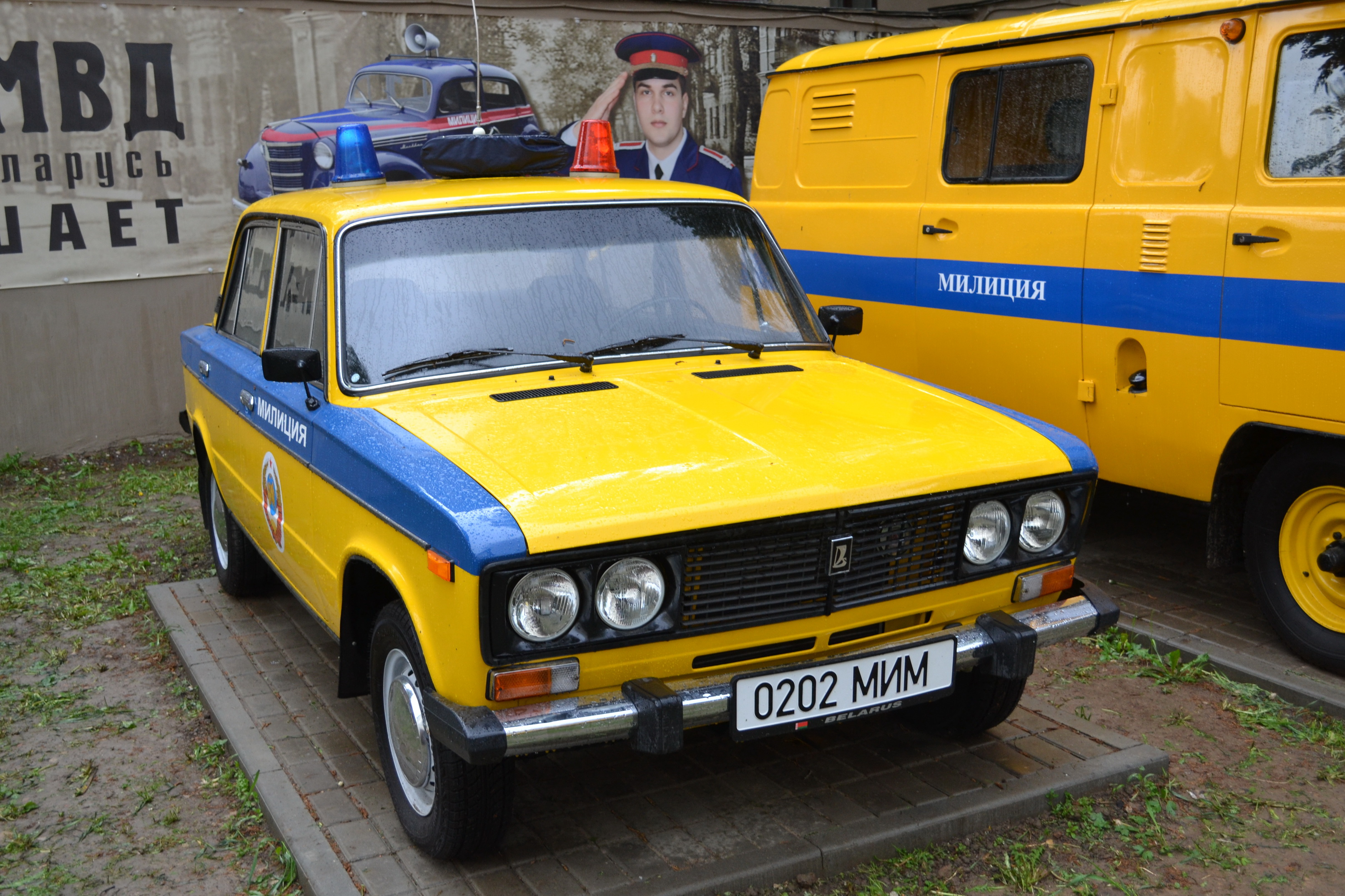
Łada 2106
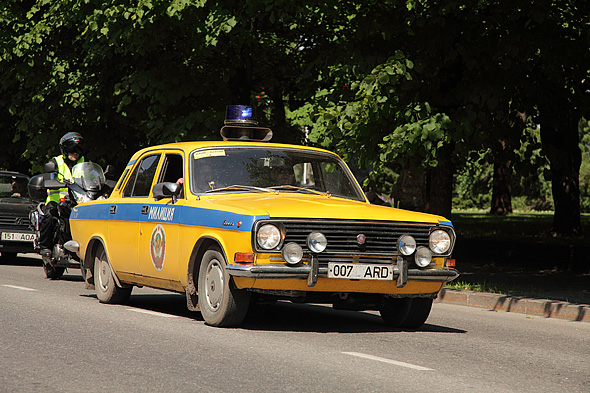
GAZ 24

### Czasy niepodległej Ukrainy

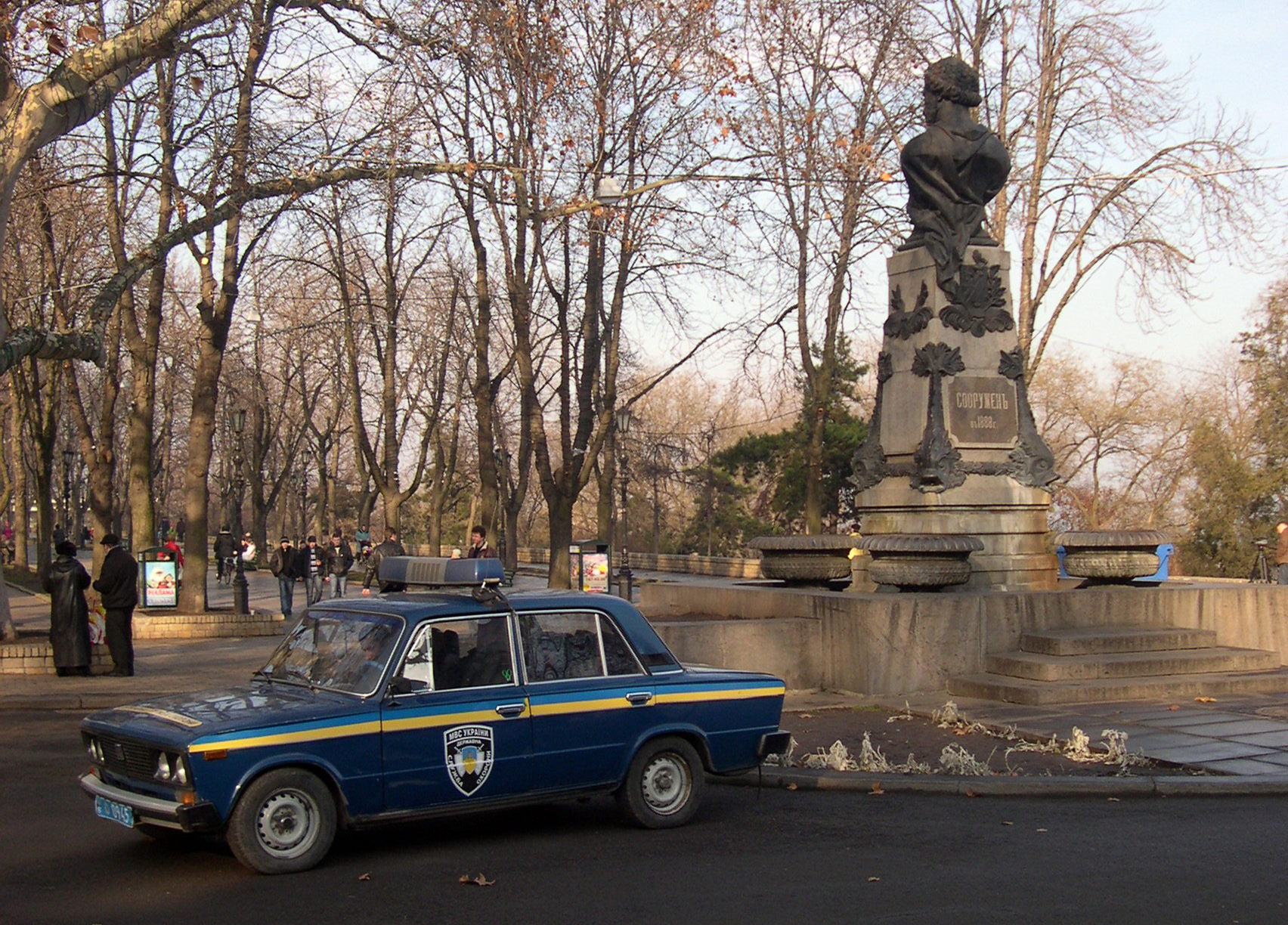
Łada 2101
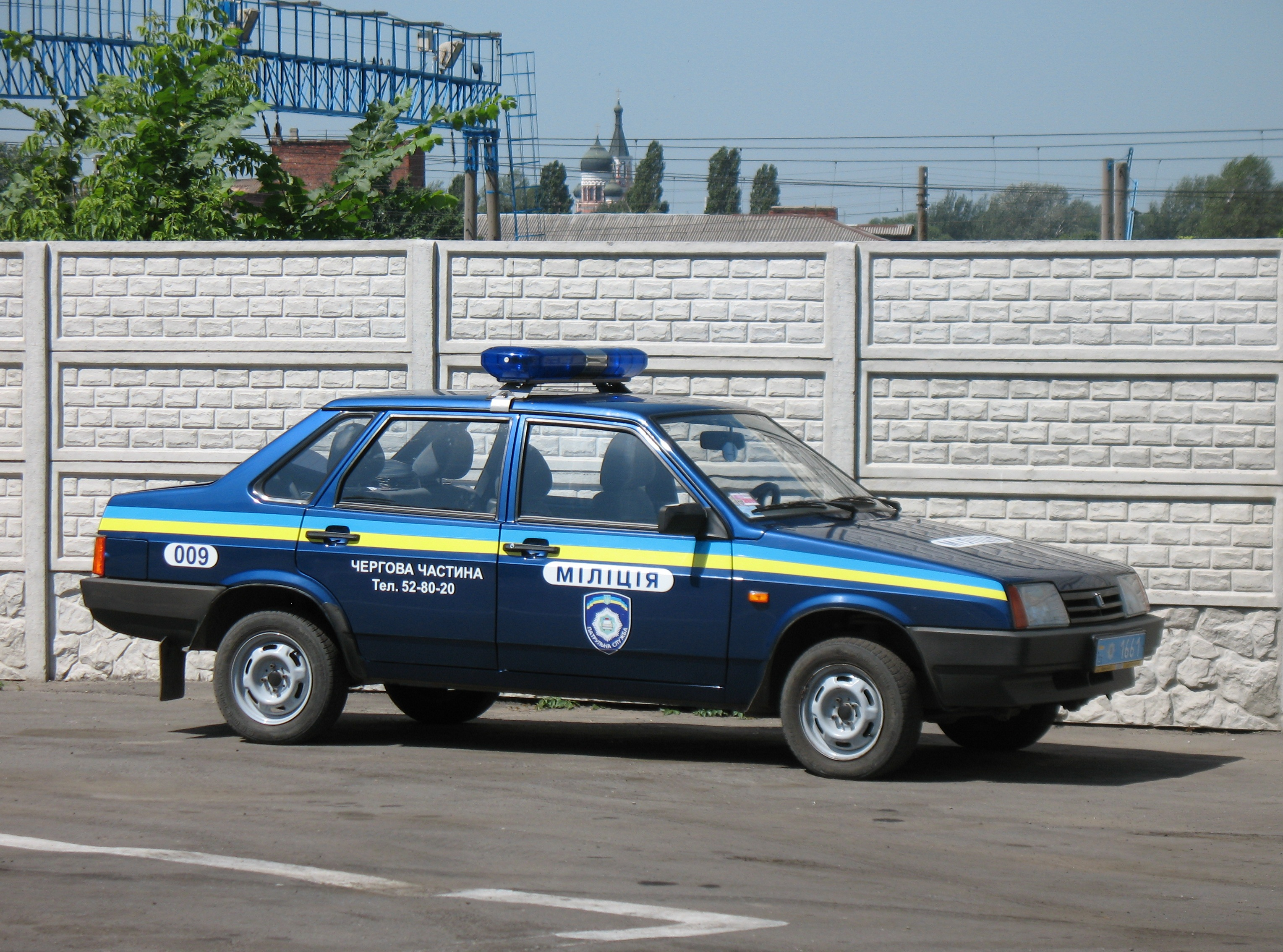
Łada Samara
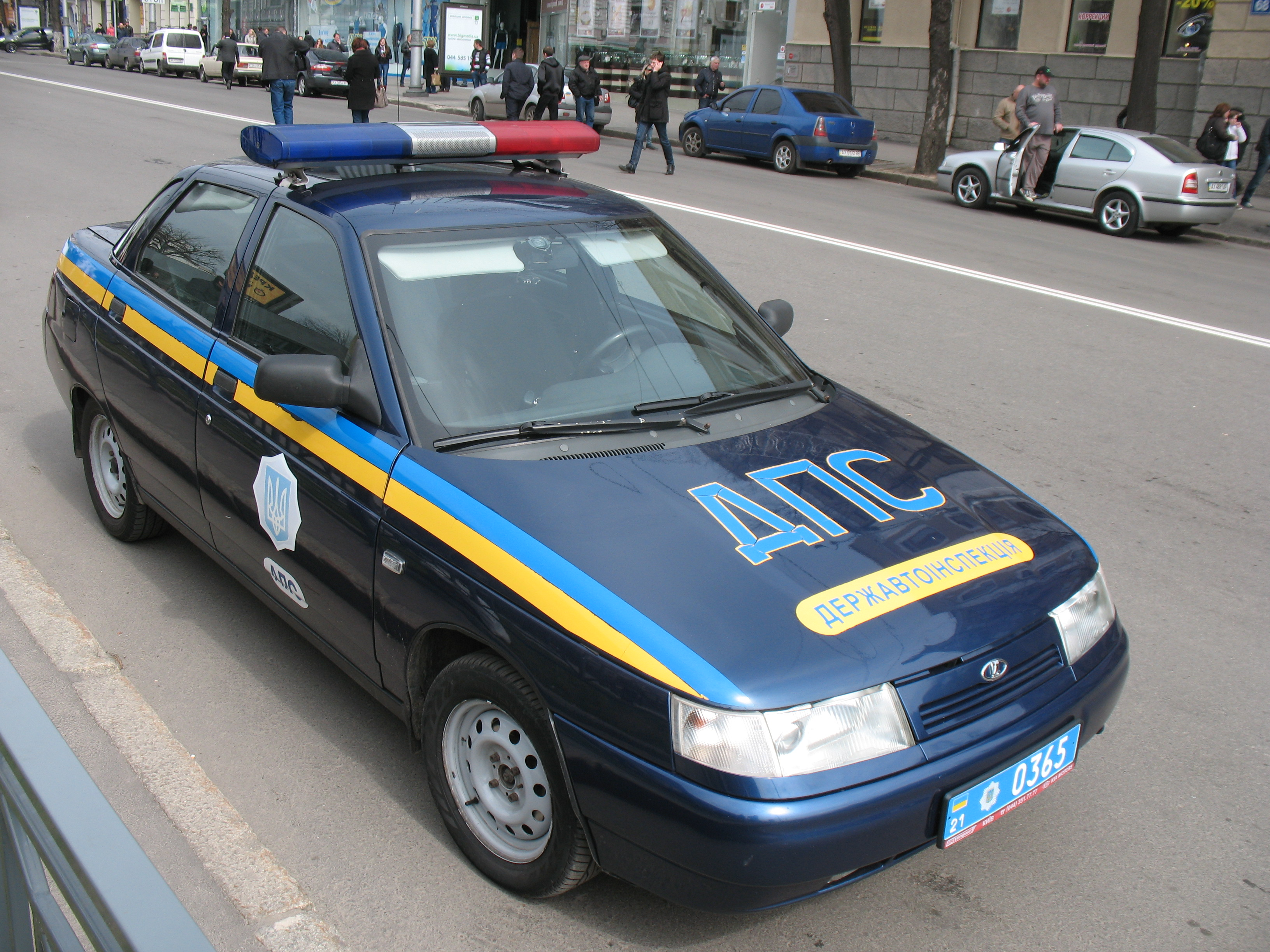
Łada 110
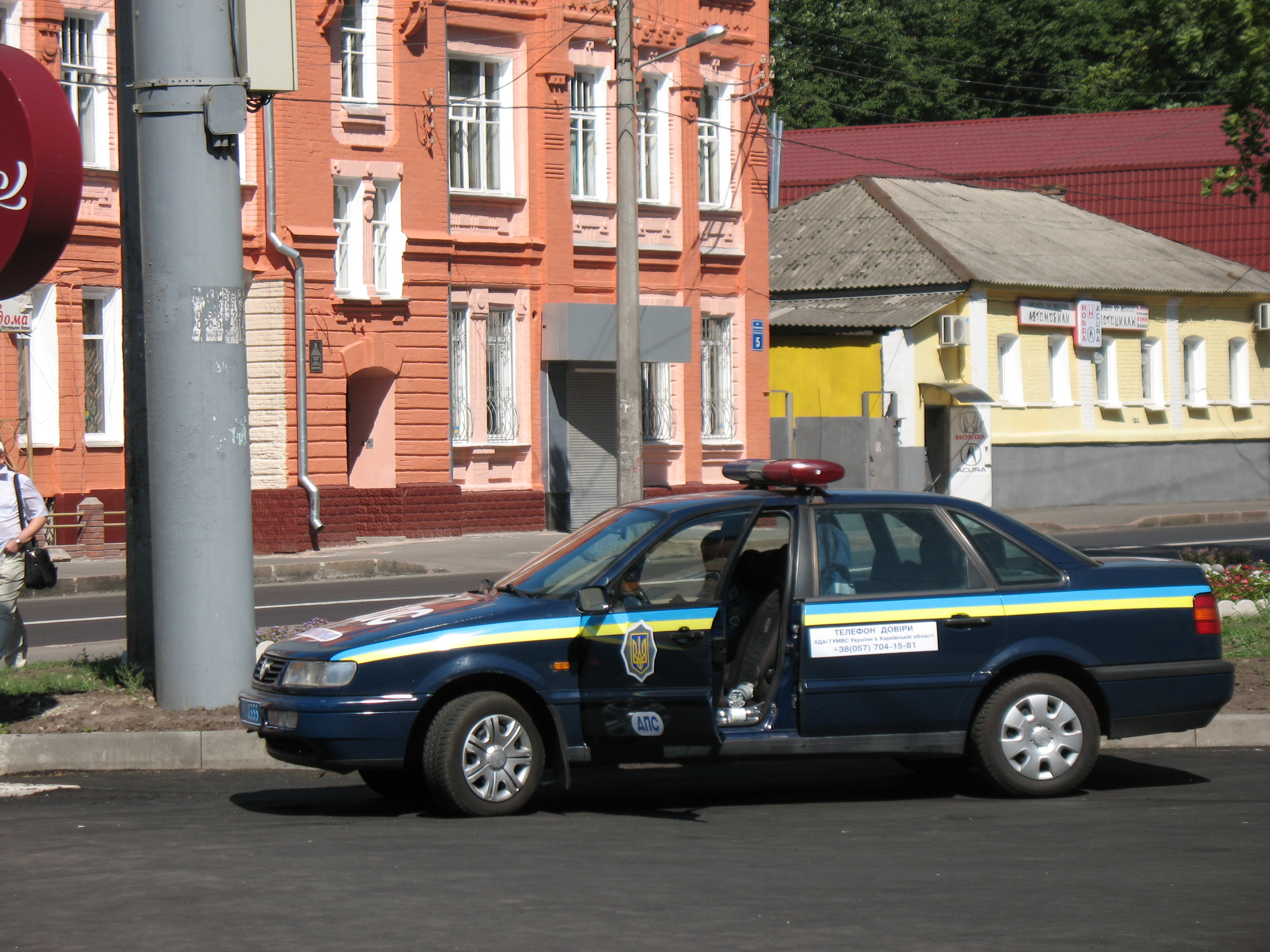
Volkswagen Passat B4
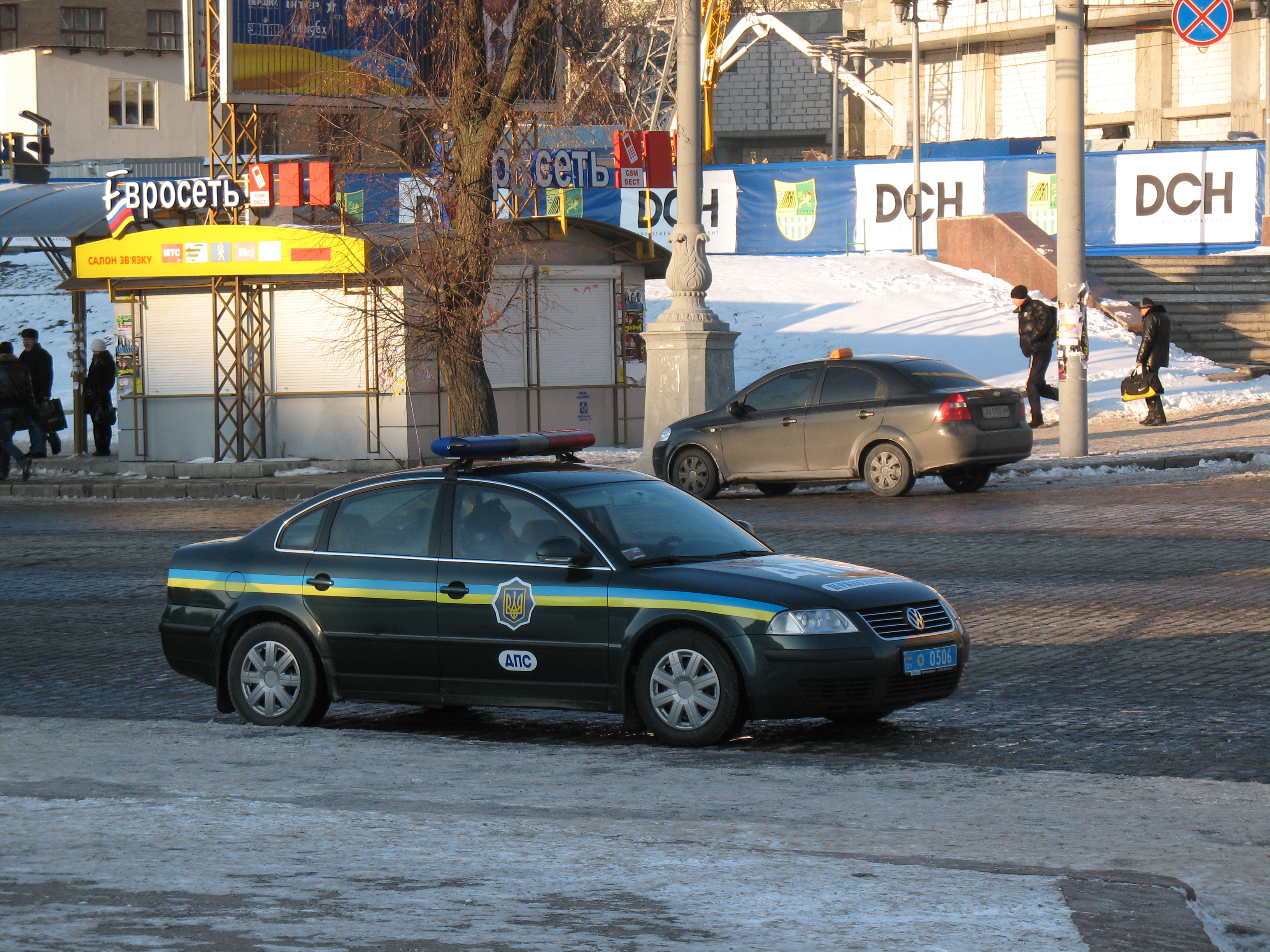
Volkswagen Passat B5
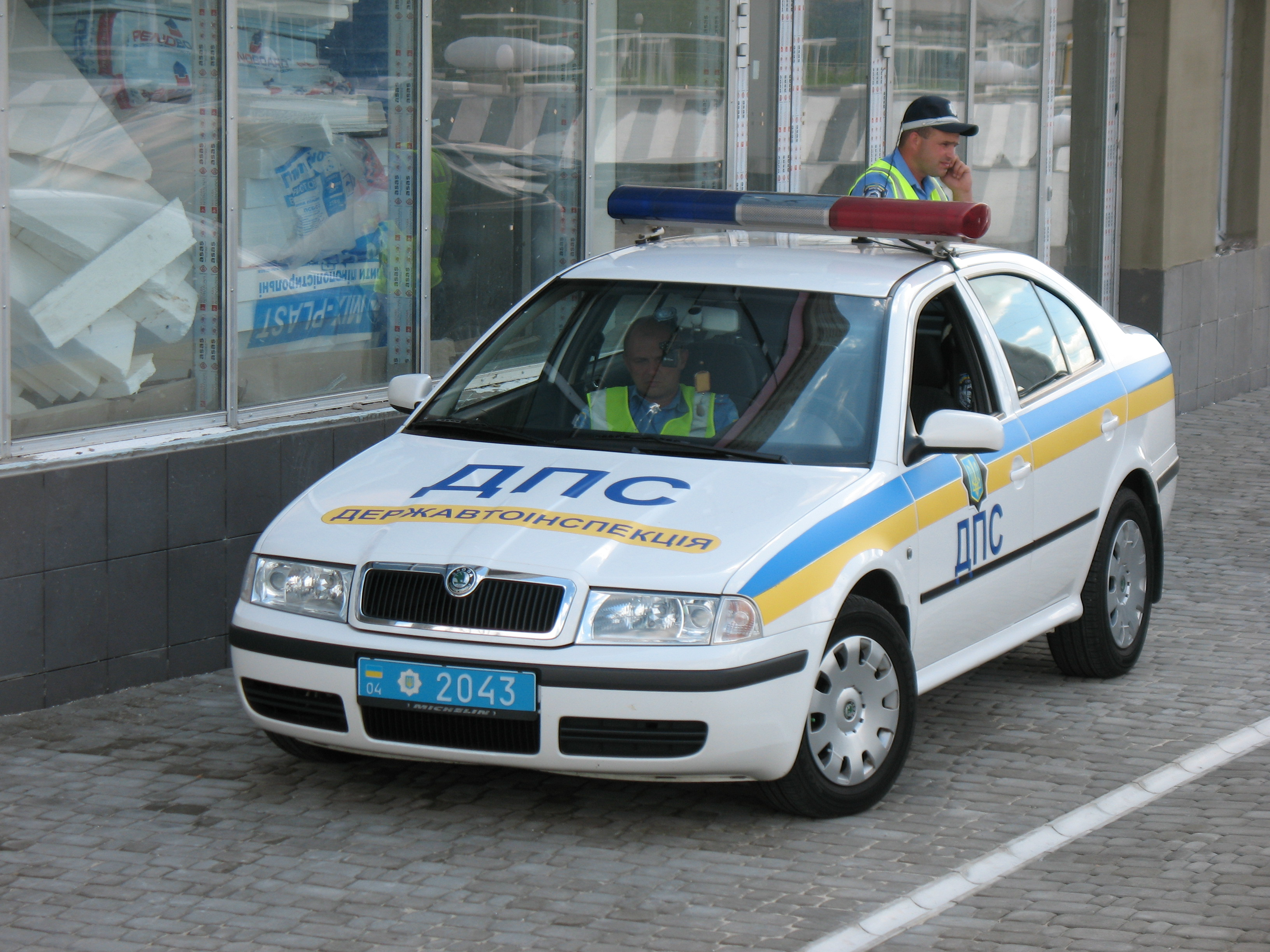
Skoda Octavia
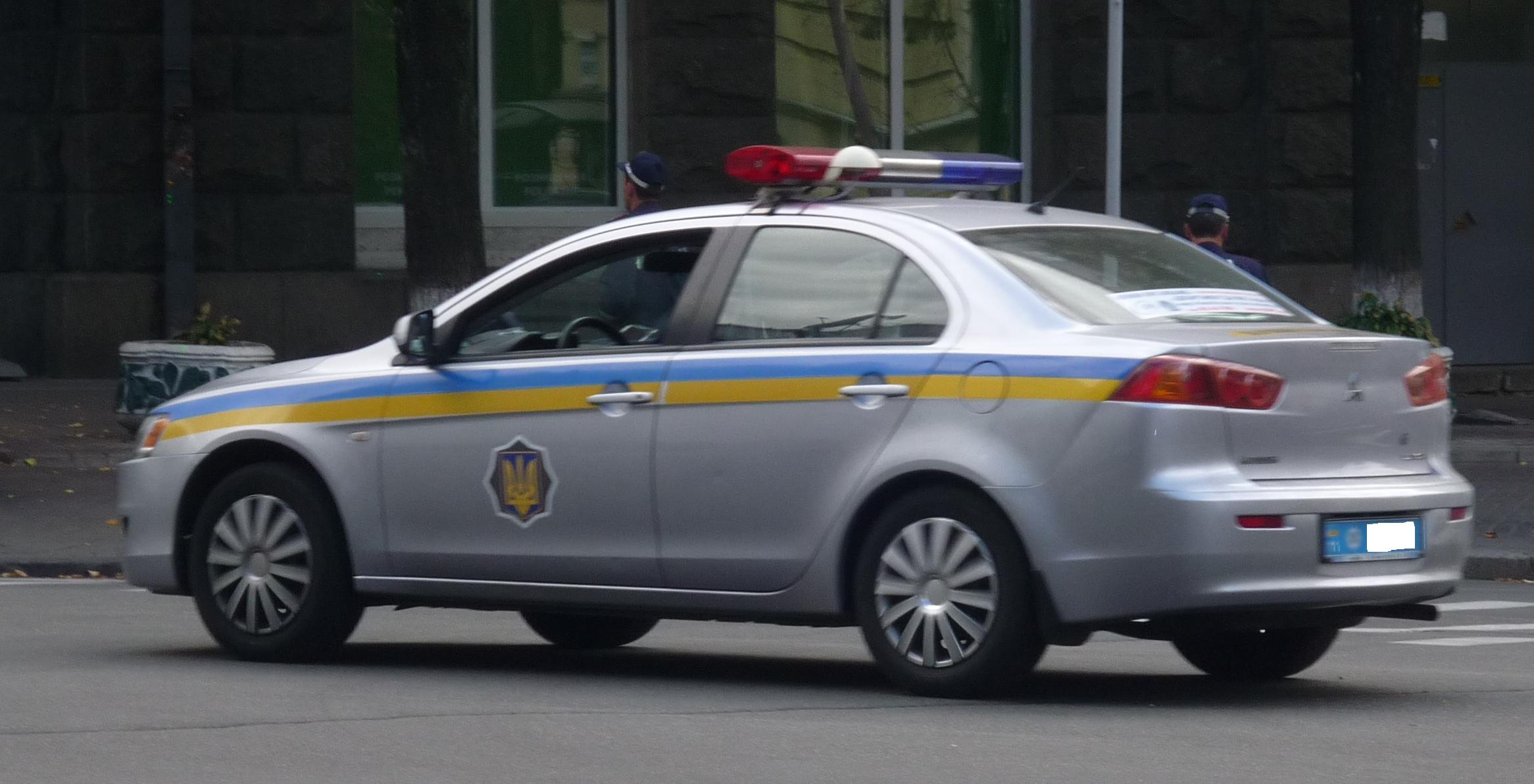
Mitsubishi Lancer
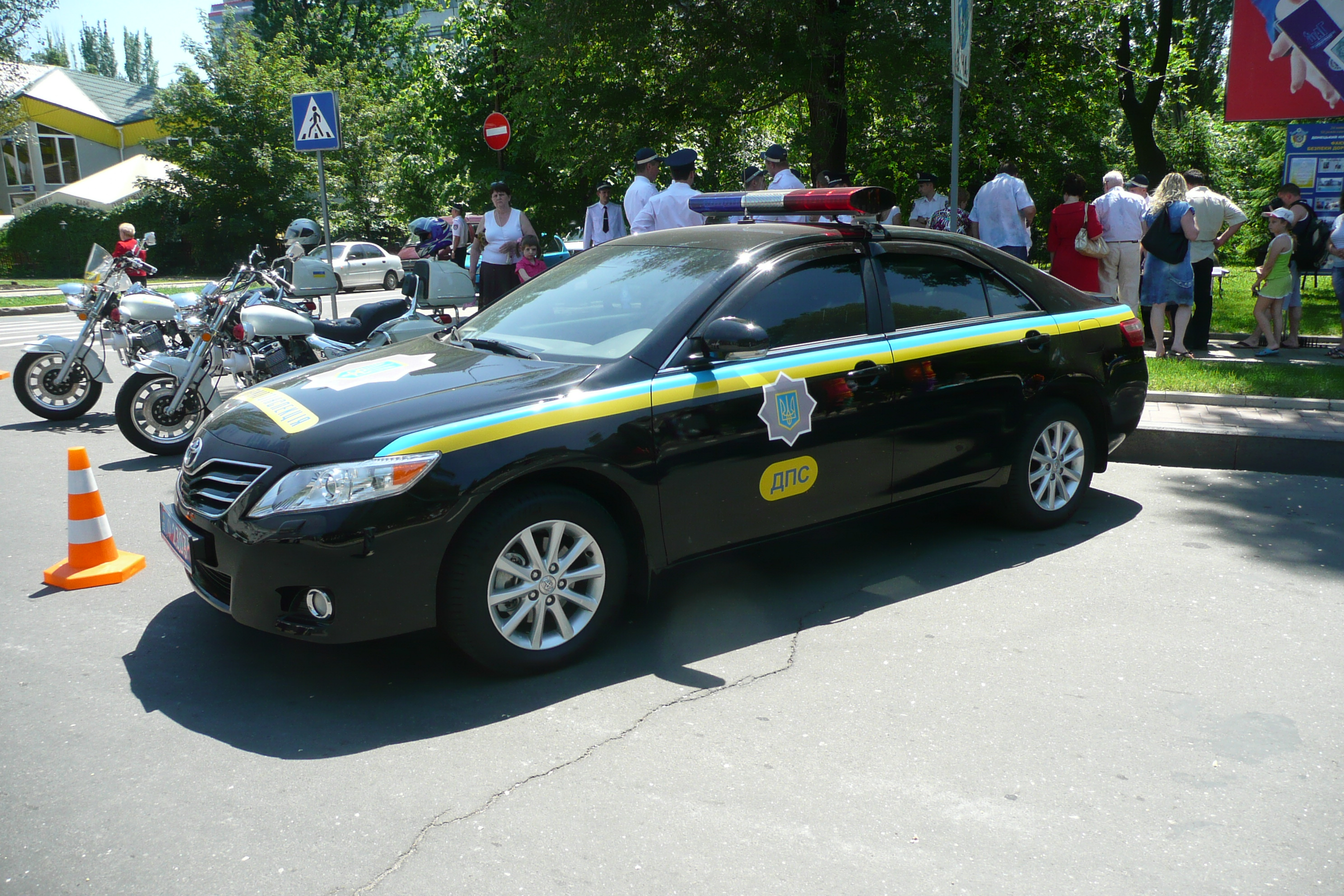
Toyota Camry
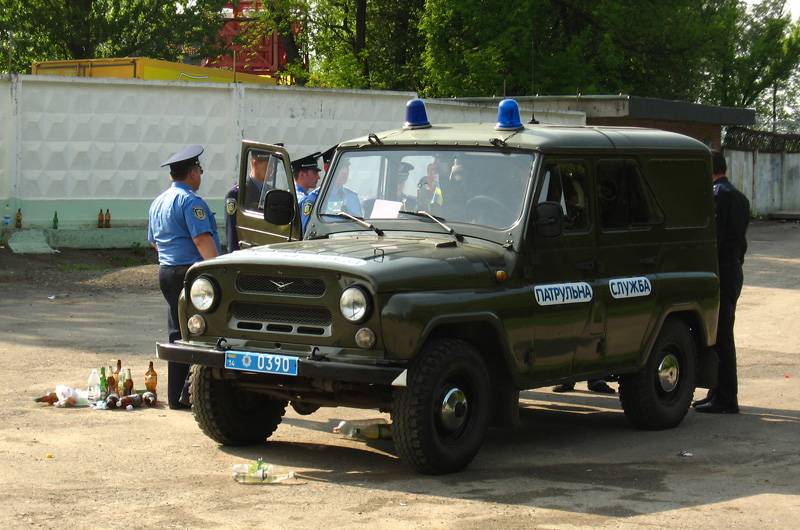
UAZ 469
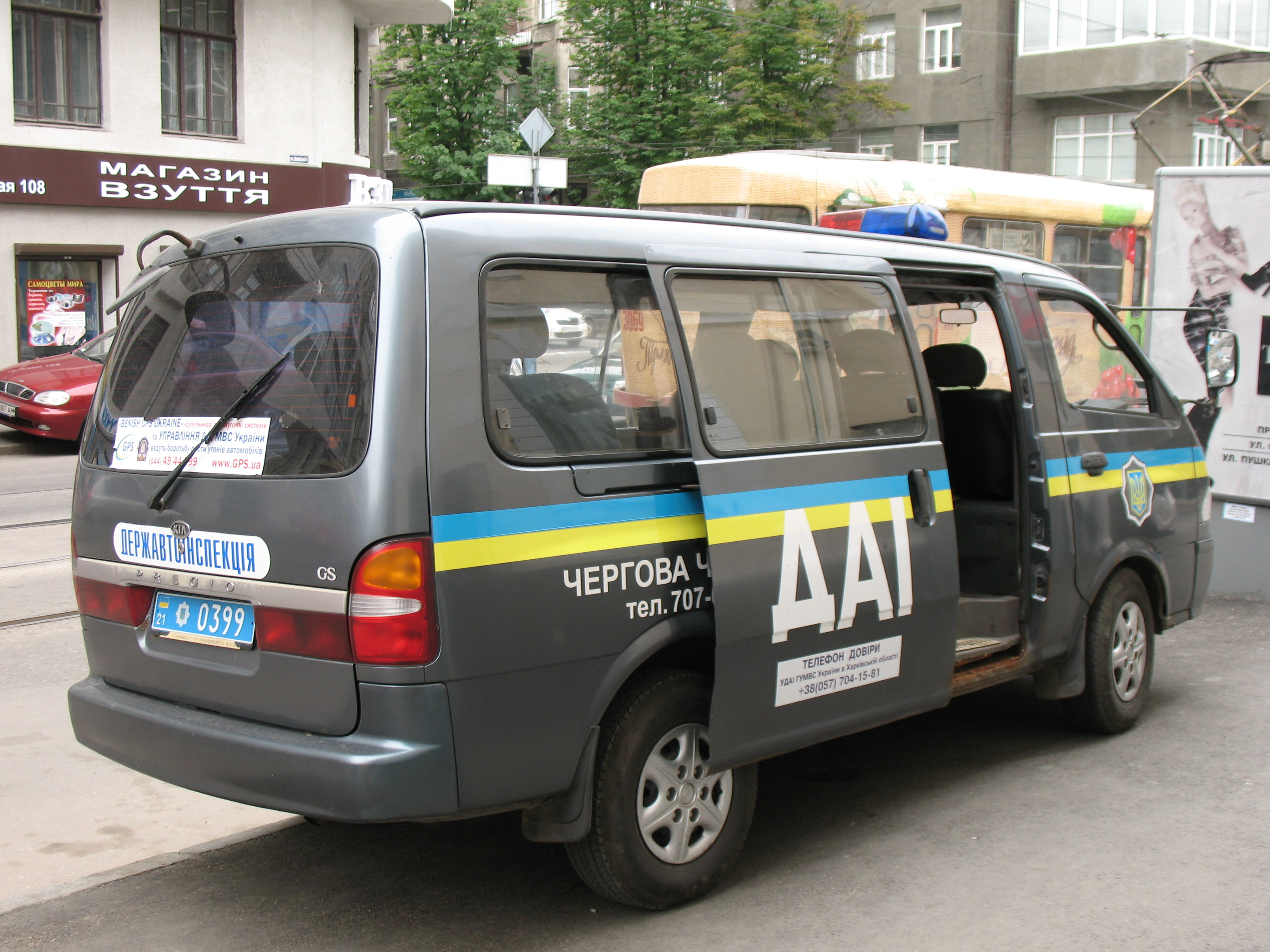
Kia Pregio
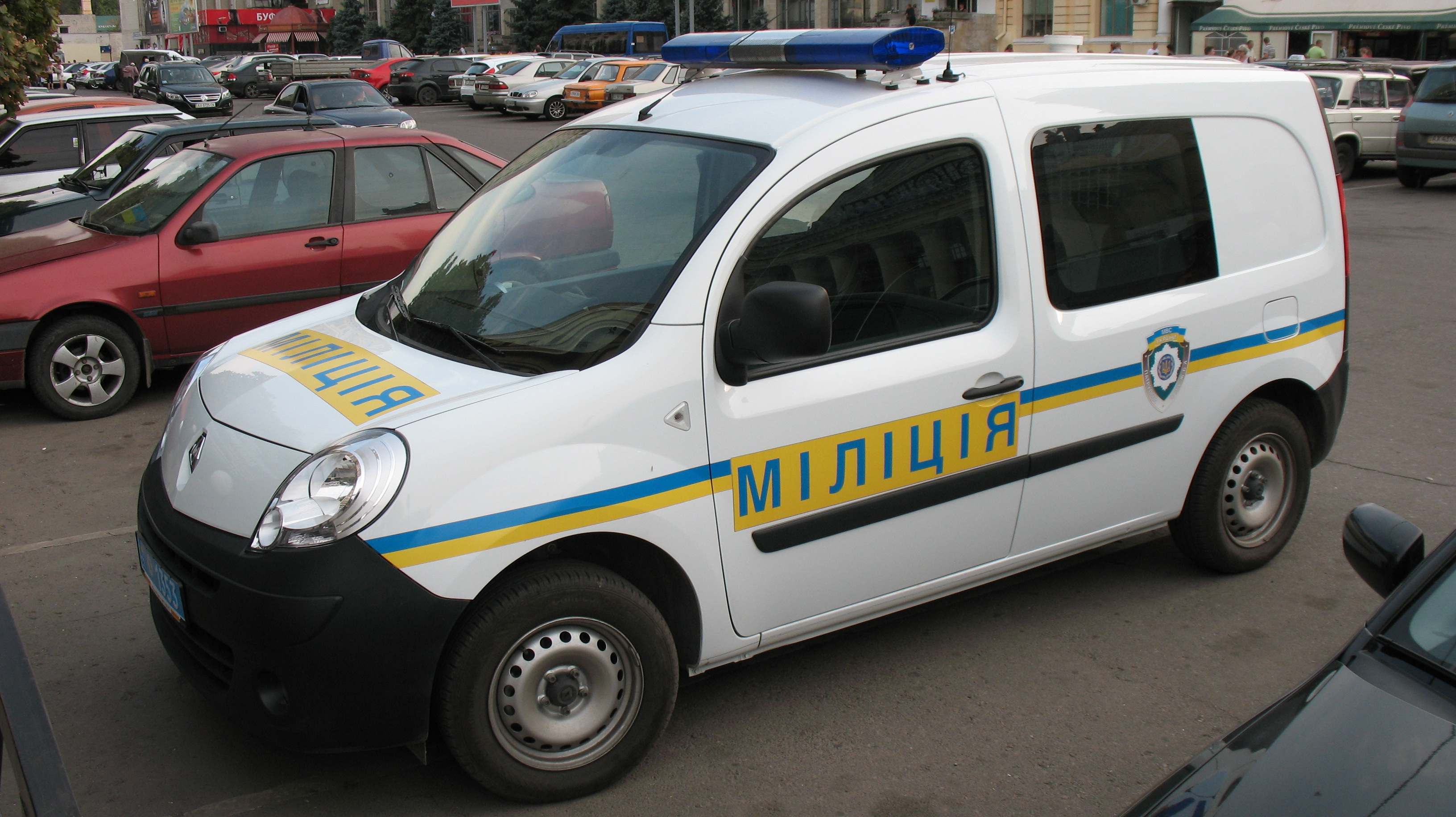
Renault Kangoo
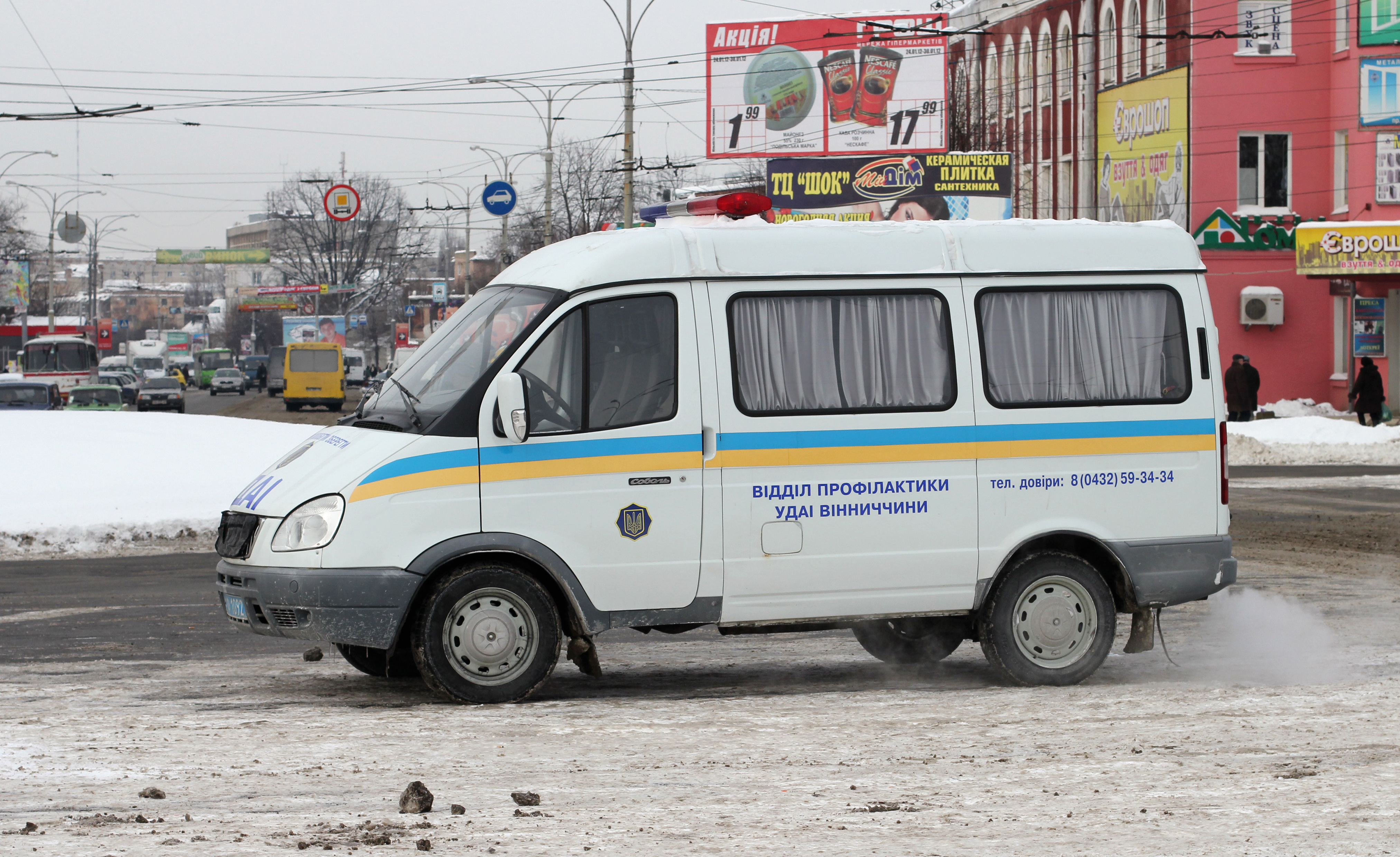
GAZ Gazela

## Krytyka
W 2013 roku, według badań Fundacji Inicjatyw Demokratycznych, kierowanej przez Witalija Zacharczenkę, zaufanie społeczne do ukraińskiej milicji osiągnęło najniższy poziom, odkąd zaczęto prowadzić takie badania (czyli od 2000 roku) – minus 47%.
Ukraińska milicja w swoich działaniach szeroko stosowała tortury. Według szacunków Ukraińskiego Związku Helsińskiego co 14 mieszkaniec Ukrainy był torturowany przez milicję, a w samym 2008 roku przypadków stosowania tortur na komisariatach odnotowano prawie 100 tys.
Według Charkowskiej Grupy Praw Człowieka liczba osób, które zostały zamordowane na posterunkach ukraińskiej milicji, potroiła się w 2011 roku w porównaniu z 2009 rokiem.
Głośnym na całej Ukrainie przypadkiem milicyjnej przemocy stała się śmierć studenta Ihora Indyla 26 maja 2010 roku, śmiertelnie pobitego przez funkcjonariuszy w rejonie szewczenkowskim w Kijowie. Do historii przeszły wydarzenia we Wradijiwce z lata 2013 roku, kiedy po brutalnym gwałcie dokonanym przez dwóch milicjantów na miejscowej dziewczynie mieszkańcy Wradjiwki rozbili komisariat rejonowy, co stało się impulsem do trwających wiele dni protestów, które rozlały się po całej Ukrainie.

## Misje zagraniczne
W momencie rozwiązania ukraińskiej milicji w 2015 roku oficerowie MSW brali udział w siedmiu misjach pokojowych w różnych częściach świata. W Sudanie służyło 19 ukraińskich milicjantów, w Liberii – 19, na Cyprze – 1, na Wybrzeżu Kości Słoniowej – 4, w DR Kongo – 3, w Kosowie – 1, a na Timorze Wschodnim – 10. W latach 2005–2006 w misjach pokojowych brało udział 197 członków personelu mundurowego ukraińskiego Ministerstwa Spraw Wewnętrznych.
| Miejsce                       | Liczebność |
| ----------------------------- | ---------- |
| Demokratyczna Republika Konga | 3          |
| Cypr                          | 1          |
| Liberia                       | 19         |
| Sudan                         | 19         |
| Wybrzeże Kości Słoniowej      | 4          |
| Kosowo                        | 1          |
| Timor Wschodni                | 10         |